# Dodd, Mead and Company
Dodd, Mead and Company est une maison d'édition familiale américaine fondée en 1839 par Moses Woodruff Dodd (en) et John S. Taylor. Elle opère sous différents nom jusqu'à l'adoption de son nom définitif en 1876. Elle est rachetée en 1988 par le Putnam Berkley Group avant de fermer fin 1990. Elle a notamment publié tous les romans d'Agatha Christie aux États-Unis.

## Histoire
En 1839, Moses Woodruff Dodd (en) et John S. Taylor fondent la maison d'édition Taylor and Dodd à New York. Le premier livre publié est Obligations of the World to the Bible, A Series of Lectures to Young Men.
En 1840, Moses Dodd rachète les parts de son associé John Taylor et renomme l'entreprise M. W. Dodd.
En 1870, le fils de Moses Dodd, Frank Howard Dodd (en), et le neveu, Edward S. Mead, reprennent les rênes de la maison qui est alors renommée Dodd and Mead. Le catalogue s'élargit aux genres autres que religieux,.
En 1876, Bleecker Van Wagenen devient un nouveau partenaire et la maison d'édition prend le nom définitif de Dodd, Mead and Company.
Au début des années 1900, de nombreux auteurs britanniques et américains sont publiés : G. K. Chesterton, Jerome K. Jerome, H. G. Wells, Joseph Conrad, Paul Leicester Ford (en), George Barr McCutcheon, Hamilton Wright Mabie (en) et Agatha Christie.
En 1916, Frank Dodd meurt et c'est son fils, Edward H. Dodd, qui lui succède comme président.
En 1924, Dodd, Mead and Company rachètent la société Moffat, Yard & Co, après avoir acquis la branche américaine de John Lane Company. 
En décembre 1981, l'entreprise est rachetée par la maison d'édition Thomas Nelson pour 4 millions de dollars, avant d'être revendue en 1988 au Putnam Berkley Group.
En mars 1989, les activités de Dodd, Mead and Company sont suspendues le temps de l'arbitrage avec Metro Services Inc. Fin 1990, elle arrête les publications,.